# Кавеньяк де Барань, Жак Мари
Жак Мари Кавеньяк, виконт де Барань (фр. Jacques-Marie Cavaignac de Baragne; 11 февраля 1773, Гурдон (Лот) — 23 января 1855, Париж) — французский военачальник революционных и наполеоновских войн, генерал-лейтенант (с 1814), дивизионный генерал Неаполитанской службы (с 1808).
Имя генерала выбито на Триумфальной арке в Париже.

## Биография
Родился в семье мэра Гурдона. Брат Жана Батиста Кавеньяка.
В 17 лет поступил на военную службу. В чине суб-лейтенанта служил в Наваррском пехотном полку.
Сделал быструю карьеру, участвуя в военных кампаниях Революции и Первой Империи.
Служил в Северной Армии, Армиях Ла-Рошели и Западных Пиренеев, с 1796 по 1799 год сражался в составе Итальянской Армии.
Особо отличился в марте 1797 году в битве при Вальвазоне (Италия). В 1798 г. Наполеон Бонапарт назначил его командиром эскадрона 25-го полка конных егерей прямо на поле боя.
В мае 1799 г. получил опасное ранение в сражениях при Бассиньяно, в июне 1799 года вновь ранен при Вогере.
Участвовал в отступлении из Италии в 1799 году, под командованием Жана-Клода Моро.
В апреле 1800 года был назначен командиром бригады, позже ему поручено командование 10-м драгунским полком дивизии генерала Ж. Макдональда, в ноябре-декабре участвовал в переходе французских войск через швейцарские Альпы, а также переправе через реку Гарильяно.
В 1805 г., командуя полком драгун, отличился в битве при Аустерлице, за что был награждён Наполеоном Командорским орденом Почётного Легиона (25 декабря 1805 года).
После заключения Пресбургского мира — на службе неаполитанского Королевства, с января 1806 года — конюший короля Жозефа Бонапарта, с сентября 1806 года — бригадный генерал, в июне 1808 года стал дивизионным генералом неаполитанской армии, в 1809 году — адъютант короля Неаполя Мюрата. Король Неаполя высоко ценил его боевые качества и назначил комендантом Калабрии.
В сентябре 1810 года командовал резервами неаполитанской армии, предназначенной для высадки в Сицилии.
В мае 1812 года возвратился на французскую службу в ранге бригадного генерала и в следующем месяце года определён в состав 3-й резервной дивизии Великой Армии. С 22 июля 1812 года — командующий кавалерии XI армейского корпуса. Участник похода на Россию, при отступлении французской армии командовал резервной кавалерийской бригадой.
18 января 1813 года возглавил кавалерию X-го армейского корпуса генерала жана Раппа, принимал участие в обороне Данцига и в начале января 1814 года при капитуляции крепости попал в плен.
Проживал в Киеве. В июле 1814 года после первой Реставрации Бурбонов возвратился во Францию и оставался без служебного назначения.
21 октября 1814 года получил чин генерал-лейтенанта. Оставался верным Императору и во время «100 дней» присоединился к Наполеону, в апреле 1815 года возглавил 1-ю кавалерийскую дивизию I Наблюдательного корпуса, 23 апреля 1815 года определён в распоряжение военного министра.
После второй Реставрации награждён в 1818 году титулом барона, затем виконта.
Занимал пост генерального инспектора кавалерии, в 1850 году — член Консультативного комитета Франции по кавалерии и пехоте.
Умер в Париже. Похоронен на кладбище Пер-Лашез.

## Награды
- Кавалер ордена Почётного Легиона (1803)
- Офицер ордена Почётного Легиона (14 июня 1804)
- Командор ордена Почётного Легиона (25 декабря 1805)
- Великий офицер ордена Почётного Легиона (29 апреля 1833)
- Кавалер большого креста ордена Почётного Легиона (7 октября 1847)